# Kunák
A kunák egy dél-amerikai őslakos nép. Körülbelül 35 000 főt számlálnak, többségük Panama politikai autonómiát élvező rezervátumának, Kuna Yalának a szigetein él, a maradék két másik panamai autonóm rezervátumban (Kuna de Madugandí és Kuna de Wargandí), illetve néhány kolumbiai faluban.

## Történelem
A kunák a csibcsanokkal együtt érkeztek a mai Kolumbia területére, ahonnan a 16. századi spanyol hódítások után húzódtak fel a jelenlegi területükre. A huszadik század elején a panamai kormány megkísérelte beolvasztani őket és felszámolni a hagyományaikat, ami 1925-ben egy rövid, de sikeres lázadáshoz vezetett; az ezt követő békekötés során bizonyos fokú kulturális autonómiát kaptak.

## Gazdaság
Kuna Yala gazdasága a mezőgazdaságon és a halászaton alapul, legfontosabb exportcikkük a kókuszdió és a rák. Ezek, valamint a vendégmunka és a molák árusítása a fő jövedelemforrásaik.

## Kultúra

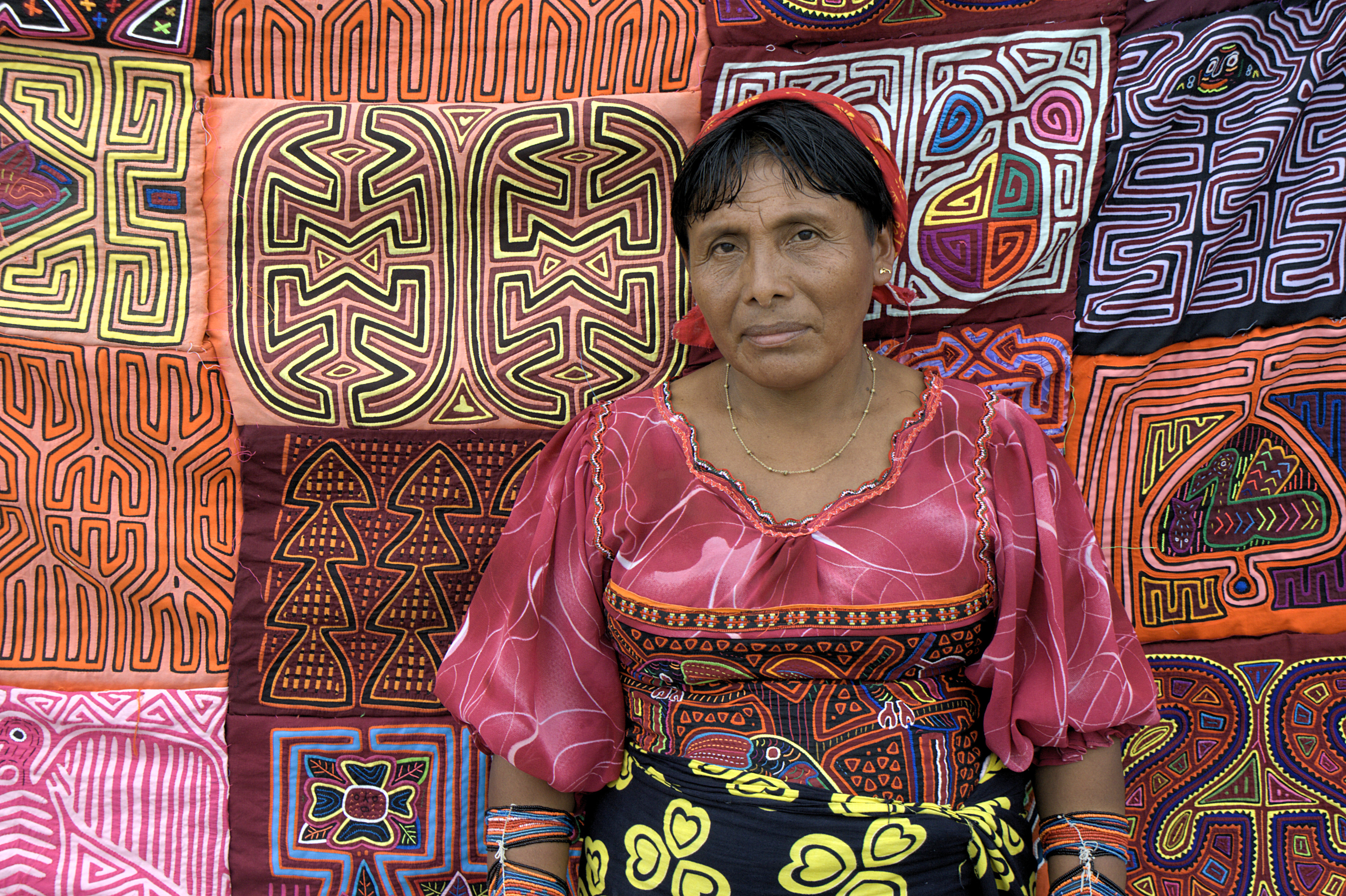
Kuna nő molákat árul Panamavárosban.

A kuna nők híres népviselete a mola, egy kivágott minták egymásra varrásával kapott, élénk színű panel, amelyet a blúzukon viselnek. A mola szó ruhát jelent kuna nyelven.
A kuna nyelv a csibcsan nyelvcsaládhoz tartozik, amit körülbelül 50-70 000 ember beszél. A kuna gyerekek többsége beszéli a nyelvüket, emellett a spanyol nyelv is elterjedt.
A kunák matrilineáris társadalomban élnek, házasodáskor a férj költözik a feleség családjához. Kuna Yalában 49 közösségük van, amelyeket egy-egy Saila, politikai és szellemi vezető irányít, akinek a feladata a napi ügyek intézése mellett a kuna történelmet és legendákat tartalmazó énekek elmondása is. A regionális döntéseket a vezetők tanácsa hozza, három Saila Dummagan (Nagy Saila) irányításával.
A kunák között rendkívül gyakoriak az albínók (egyes kuna csoportokban minden kétszázadik ember albínó – Európában ez az arány egy a negyvenezerhez). Egyes antropológusok ezt annak tulajdonítják, hogy az albínó indiánok sokkal nagyobb eséllyel élték túl a 16. századi spanyol hódítók mészárlásait, amelyek során a kunák száma 750 000-ről 5000-re csökkent. A kuna mitológiában az albínóknak kitüntetett szerepük van, ők a Hold gyermekei, akik az ősidőkben tanították az ellenséget. Az ő feladatuk a Holdat megvédeni egy sárkány ellen, amely a holdfogyatkozások során megpróbálja felfalni. Ilyenkor csak ők hagyhatják el a hajlékukat, hogy egy különleges íjjal az égre nyilazva legyőzzék a sárkányt.

## Fordítás
Ez a szócikk részben vagy egészben a Kuna (people) című angol Wikipédia-szócikk ezen változatának fordításán alapul.  Az eredeti cikk szerkesztőit annak laptörténete sorolja fel. Ez a jelzés csupán a megfogalmazás eredetét és a szerzői jogokat jelzi, nem szolgál a cikkben szereplő információk forrásmegjelöléseként.